# Gấu nâu
Gấu nâu (danh pháp khoa học: Ursus arctos) là một loài gấu có thể nặng tới 130–700 kg (300–1.500 pao). Gấu xám, gấu Kodiak và gấu nâu Mexico là các chủng (phân loài) Bắc Mỹ của gấu nâu. Trong tiếng Anh còn gọi chúng là bruin.

## Đặc điểm
Gấu nâu là một loài động vật có kích thước lớn thứ nhì trong bộ ăn thịt, sau gấu trắng Bắc Cực và trước hổ. Gấu đực trưởng thành nặng khoảng 400–600 kg và chiều dài là 2,4–3 m khi đứng thẳng. Gấu cái có kích thước nhỏ hơn nhiều.
Gấu nâu có lông màu từ vàng hoe, nâu, đen hay tổ hợp của chúng; những chiếc lông dài bên ngoài thông thường pha trộn với màu trắng hay bạc, tạo ra ánh màu "nâu xám". Gấu nâu có bướu to là cơ trên vai chúng, nó tạo ra sức mạnh cho các chân trước để dào bới. Đầu của chúng lớn và tròn với thiết diện mặt là lõm. Mặc dù có kích thước nặng nề, chúng có thể chạy tới 64 km/h (40 mph).
Gấu xám ( gấu xám bắc mỹ ) sống chủ yếu ở Bắc Mỹ. chúng có kích thước nhỉnh hơn và đặc biệt hung hăng hơn gấu nâu.
Gấu nâu là loài động vật ăn đêm là chủ yếu và về mùa hè chúng tích tới 180 kg (400 pao) mỡ, số mỡ này sẽ được tiêu thụ dần trong mùa đông khi chúng ngủ đông. Mặc dù chúng không thực sự là ngủ đông do có thể thức dậy dễ dàng, chúng thích chui vào các chỗ được bảo vệ như hang, hốc hay chỗ lõm sâu để tránh thời tiết lạnh giá của các tháng mùa đông.
Là động vật ăn tạp, chúng ăn rất nhiều chủng loại thức ăn khác nhau, bao gồm quả mọng, rễ cây và 
chồi cây; trái cây, nấm; cá, cá hồi, côn trùng hay các động vật có vú loại nhỏ như thỏ, sóc, chồn, chim. Tuy nhiên, chúng cũng đôi khi tấn công cả động vật lớn như nai sừng tấm, tuần lộc, cừu núi và bò rừng bizon. Dù vậy gấu nâu ăn chủ yếu là thực vật, chiếm tới 75% năng lượng từ thức ăn của chúng. Một điều thú vị là chúng ăn rất nhiều nhậy trong mùa hè—đôi khi nhiều tới 20.000 - 40.000 trên ngày—và có thể cung cấp tới 1/3 năng lượng cho chúng.
Gấu nâu cũng đôi khi là những kẻ ăn trộm thức ăn của hổ, chó sói và báo sư tử. Chúng cũng thường xuyên xung đột với những loài dã thú này. Người ta đã tìm thấy hai con hổ đực bị giết chết bởi gấu nâu trong năm 2000.
Thông thường chúng là các động vật sống cô độc, nhưng gấu nâu tụ tập thành bầy dọc theo các con sông và suối trong mùa cá hồi sinh đẻ. Cứ mỗi năm gấu cái lại sinh được từ 1 - 4 gấu con, chúng chỉ nặng khoảng 1 pao (454 g) khi mới sinh.

## Phân bố
Đã từng phổ biến ở châu Á, châu Phi, châu Âu và Bắc Mỹ, gấu nâu hiện nay đã bị tuyệt chủng ở một số nơi và suy giảm về số lượng ở những khu vực khác. Chúng thích sống trong những khu vực tương đối thoáng, thông thường là miền núi. Gấu nâu sống phổ biến hiện nay từ miền đông Alaska từ Yukon và Lãnh thổ Tây Bắc, về phía nam xuyên từ British Columbia cho đến nửa phía tây của Alberta. Các quần thể cô lập sống tại tây bắc Washington, bắc Idaho, tây Montana và tây bắc Wyoming. Chủng gấu xám (U. arctos horribilis) là gấu nâu phổ biến của Bắc Mỹ lục địa; chủng gấu Kodiak (U. arctos middendorffi) bao gồm gấu nâu trên các đảo Kodiak, Afognak và Shuyak thuộc Alaska. Chủng gấu xám Mexico (U. arctos nelsoni) sinh sống tại miền bắc México.
Ước tính có khoảng 200.000 gấu nâu trên thế giới. Quần thể lớn nhất nằm ở Nga, khoảng 120.000 con, Mỹ khoảng 32.500 con và Canada khoảng 21.750 con. 95% của quần thể gấu nâu Mỹ nằm ở Alaska. Ở châu Âu, có khoảng 14.000 con trong 10 quần thể riêng rẽ, sống từ Tây Ban Nha tới Nga.

## Phân loại
Người ta cho rằng gấu nâu đã tiến hóa từ Ursus etruscus. Các hóa thạch cổ nhất có tại Trung Quốc, khoảng 0,5 triệu năm trước (Ma). Chúng đã tiến vào châu Âu khoảng 0,25 Ma, vào Bắc Mỹ chỉ một thời gian ngắn ngay sau đó. Các di tích gấu nâu với niên đại thuộc thế Pleistocen là phổ biến trên đảo Anh, nơi mà người ta cho rằng chúng đã vượt qua gấu hang (Ursus spelaeus). Loài này tiến vào Alaska khoảng 0,1 Ma, mặc dù chúng đã không tiến xuống phía nam Bắc Mỹ cho tới khoảng 13.000 năm trước. Người ta cho rằng gấu nâu đã không thể tiến xuống phía nam cho tới khi loài gấu mõm ngắn Arctodus simus to lớn hơn bị tuyệt chủng. Một số nhà cổ động vật học lại đề xuất khả năng về hai đợt di cư tách biệt của gấu nâu: gấu xám được coi là phát sinh ra từ gấu hộp sọ hẹp, di cư từ miền bắc Siberi tới miền trung Alaska và phần còn lại của đại lục, trong khi gấu Kodiak phát sinh từ gấu hộp sọ rộng có ở Kamchatka và đã chiếm lĩnh bán đảo Alaska. Các hóa thạc gấu nâu đã phát hiện tại Ontario, Ohio, Kentucky và Labrador chỉ ra rằng loài này đã sinh sống xa hơn về phía đông so với các chỉ dẫn trong các ghi chép lịch sử.

### Các phân loài (chủng)
Có rất ít sự đồng thuận về phân loại gấu nâu. Một số hệ thống đề xuất nhiều tới 90 phân loài, trong khi phân tích DNA gần đây đã nhận dạng được chỉ năm nhánh. Phân tích DNA cho thấy các phân loài gấu nâu đã nhận dạng được, ở cả Á-Âu và Bắc Mỹ, về mặt di truyền là khá đồng nhất, và địa lý phát sinh chủng loài về mặt di truyền của chúng không tương ứng với phân loại truyền thống của chúng. Vào thời điểm năm 2005, người ta công nhận 16 phân loài. Các phân loài như sau:

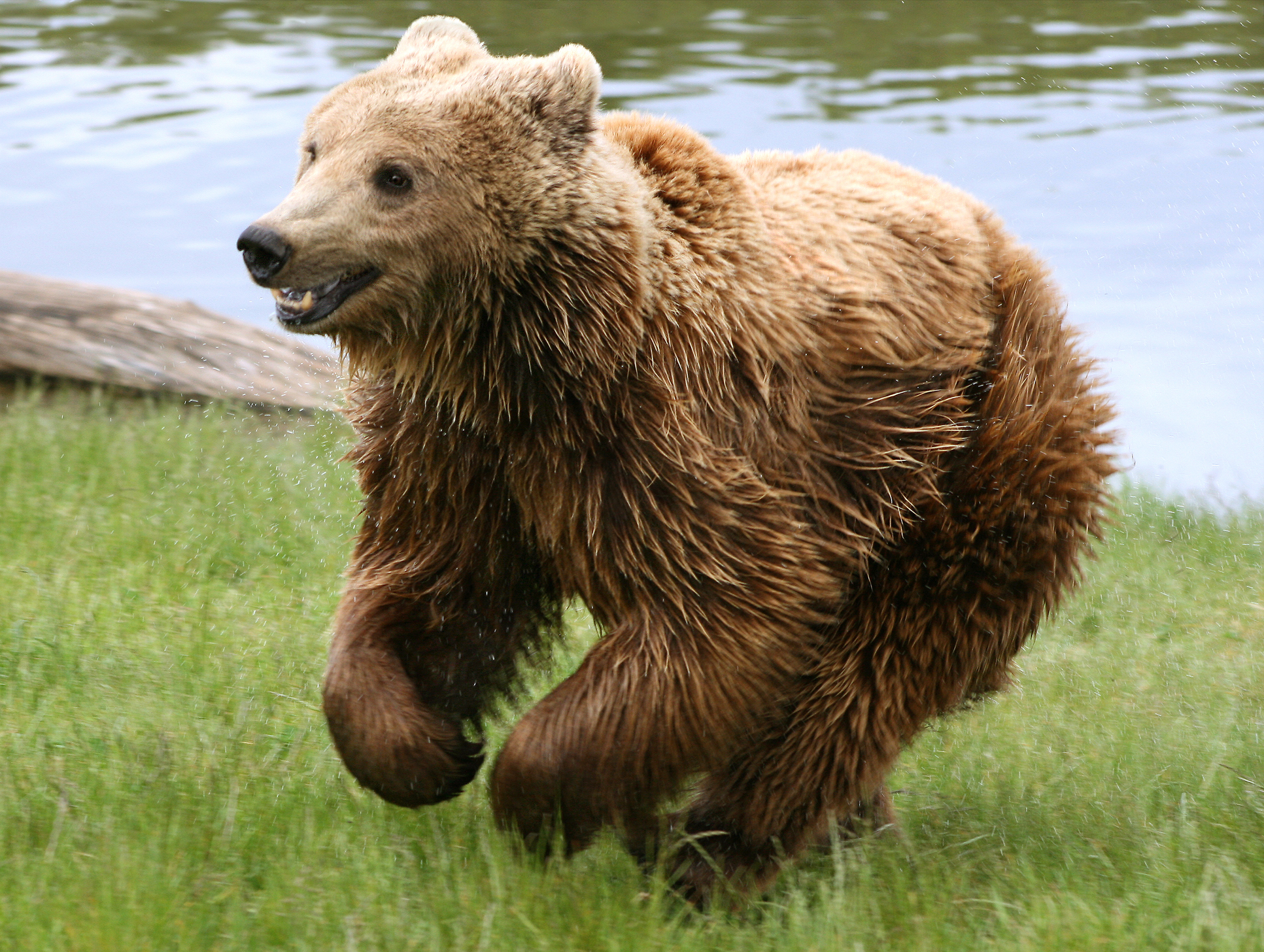
Ursus arctos arctos

- Ursus arctos arctos — Gấu nâu Á-Âu. Phân bố tại châu Âu, Kavkaz, Siberi (trừ phía đông) và Mông Cổ.[8]
- Ursus arctos alascensis:[9] Phân bố tại Alaska.
- Ursus arctos beringianus – Gấu nâu Kamchatka (hay gấu nâu Viễn Đông). Phân bố tại bán đảo Kamchatka và đảo Paramushir.[8]
- Ursus arctos californicus — Gấu vàng Califonia (tuyệt chủng).
- Ursus arctos collaris – Gấu nâu Đông Siberi. Phân bố tại Đông Siberia từ sông Enisei tới dãy núi Altai, cũng có tại miền bắc Mông Cổ.
- Ursus arctos crowtheri – Gấu Atlas (tuyệt chủng)
- Ursus arctos dalli
- Ursus arctos horribilis — Gấu xám Bắc Mỹ. Phân bố tại miền tây Canada, Alaska và tây bắc Hoa Kỳ, trong quá khứ từng sinh sống tại Đại Bình nguyên Bắc Mỹ.
- Ursus arctos isabellinus – Gấu nâu Himalaya. Phân bố tại Nepal, Pakistan và miền bắc Ấn Độ.
- Ursus arctos lasiotus – Gấu nâu Ussuri (hay gấu nâu Amur, gấu xám đen hay gấu ngựa). Phân bố tại Nga: miền nam quần đảo Kuril, Sakhalin, vùng Primorsky và khu vực sông Ussuri/Amur ở phía nam rặng núi Stanovoy, Trung Quốc: đông bắc Hắc Long Giang, Nhật Bản: Hokkaidō.[8]
- Ursus arctos middendorffi — Gấu Kodiak. Phân loài to lớn nhất, cạnh tranh ngang ngửa với gấu trắng Bắc cực như là thành viên to lớn nhất của họ Gấu[10] cũng như trong vai trò của loài săn mồi trên cạn to lớn nhất.[11] Phân bố tại Kodiak, Afognak, quần đảo Shuyak (Alaska).
- Ursus arctos nelsoni — Gấu xám Mexico, (tuyệt chủng ?). Từng phân bố tại miền bắc Mexico, bao gồm Chihuahua, Coahuila và Sonora, tây nam Hoa Kỳ, bao gồm phần phía nam của Texas, Arizona và New Mexico.
- Ursus arctos pruinosus – Gấu lam Tây Tạng. Phân bố tại miền tây Trung Quốc và Tây Tạng.[8]
- Ursus arctos sitkensis. Phân bố tại đảo Baranof.
- Ursus arctos stikeenensis
- Ursus arctos syriacus – Gấu nâu Syria. Phân bố tại khu vực liên Kavkaz, Syria, Iraq, Thổ Nhĩ Kỳ (Tiểu Á), Iran, Afghanistan, miền tây Himalaya và các dãy núi Pamir-Alai và Thiên Sơn,[8] trong quá khứ có lẽ cũng có ở Israel.

## Tình trạng pháp lý

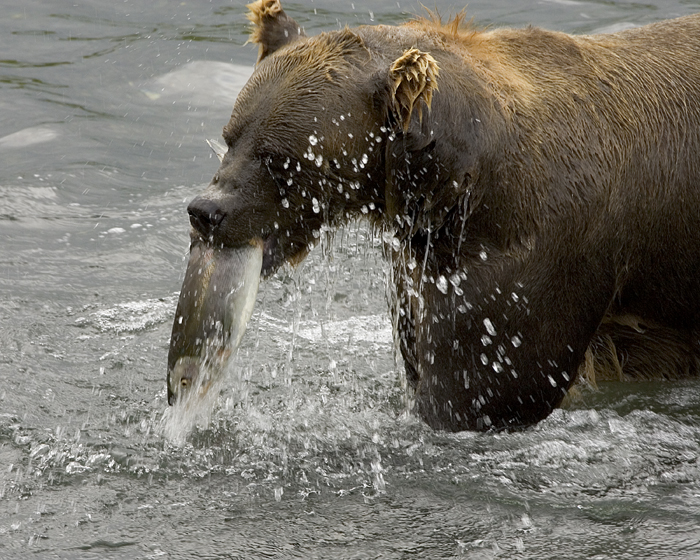
Một con gấu nâu đang bắt cá hồi.

Gấu xám được liệt kê là bị đe dọa trong phạm vi nước Mỹ.
- Gấu vàng đã biến mất khỏi bang California năm 1922 khi con cuối cùng bị bắn hạ ở hạt Tulare, California. Nó có thể nhìn thấy trên lá cờ của tiểu bang California và như là con vật đem lại may mắn cho đội thể thao của trường Tổng hợp Berkeley, California.
- Gấu xám Mexico được liệt kê là loài đang trong tình trạng khẩn cấp.
- Gấu xám cũng được liệt kê tương tự trong danh sách của tiểu bang Washington. Ở Canada, nó được liệt kê như là dễ bị tổn thương ở Alberta, British Columbia, Lãnh thổ Tây Bắc và Yukon. Quần thể đồng cỏ của gấu xám được liệt kê như là tuyệt chủng ở Alberta, Manitoba và Saskatchewan.

## Va chạm với gấu nâu

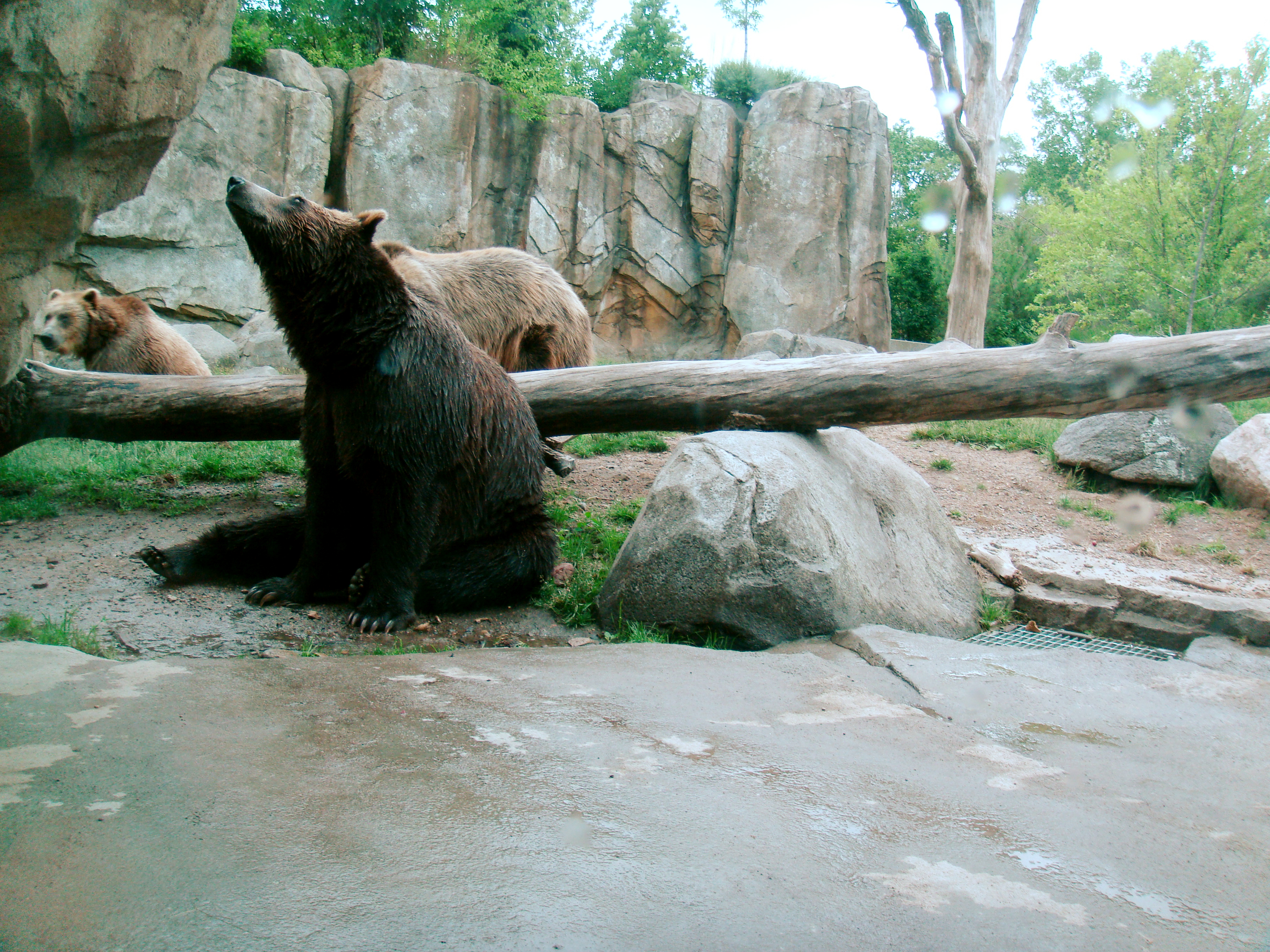
Một đàn gấu

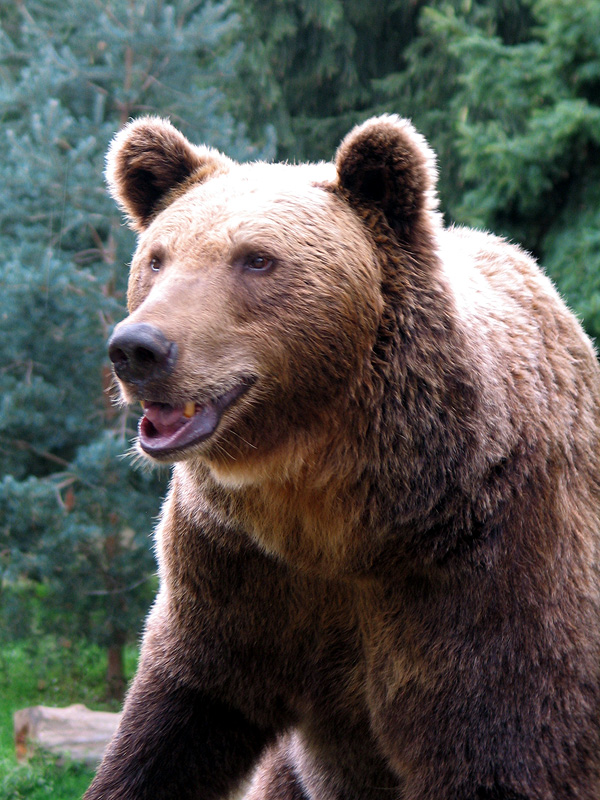
Một con gấu nâu

Rất hiếm khi gấu nâu giết chết hay gây thương tích cho con người, nhưng đã có một số trường hợp đáng tiếc xảy ra. Ở khu vực Scandinavia trong 100 năm gần đây có 3 trường hợp bị giết chết bởi gấu nâu. Các vụ tấn công xảy ra khi gấu bị thương hay đang nuôi con. Ngoài ra, có thể các loài gấu khác, chẳng hạn gấu trắng Bắc Cực đã tấn công khi chúng đi kiếm thức ăn.
Gấu nâu rất dễ bị kích động và có thể giết chết người chỉ bằng một cú tát của nó.
Dự án nghiên cứu gấu Scandinavia liệt kê các tình huống sau như là những mối nguy hiểm tiềm ẩn của gấu với con người:
1. Gặp con gấu đang bị thương
2. Đột ngột xuất hiện giữa con mẹ và các con gấu con
3. Gặp gấu trong hang của nó
4. Gặp gấu bị khiêu khích bởi các con chó

Nếu có việc phải đi trong rừng thì luôn nhớ cầm theo chuông vì thông thường gấu sẽ tránh con người. Nếu gặp chúng, hãy bình tĩnh và đi chậm theo hướng ngược lại với nó, tuyệt đối không nên bỏ chạy vì điều này kích thích gấu tấn công. Quan trọng là không được đe dọa nó hay kêu la. Nếu bị gấu tấn công và không có đường tẩu thoát, hãy nhớ bảo vệ tốt nhất cho đầu mình.